# مطار لوبومباشي الدولي
مطار لوبومباشي الدولي (إياتا: FBM، إيكاو: FZQA) هو مطار يخدم لوبومباشي بجمهورية الكونغو الديمقراطية .

## تاريخ
تأسس مطار لوبومباشي الدولي في الحقبة الاستعمارية باسم مطار إليزابيثفيل. كان يُعرف أيضًا باسم مطار لوانو. لعب هذا المطار دورًا بارزًا خلال حرب كاتانغا. بعد أن استولت عليه قوات الأمم المتحدة في الكونغو (ONUC) ، استخدم المطار قاعدةً ضد الحكومة الانفصالية.

## شركات الطيران والوجهات

### المسافرون
| شركـات طيـران            | الوجهات                                                     |
| ------------------------ | ----------------------------------------------------------- |
| إير لينك                 | مطار أوليفر ريجنالد تامبو                                   |
| الخطوط الجوية التنزانية  | مطار جوليوس نيريري                                          |
| الشركة الإفريقية للطيران | Kalemie، مطار كامينا, مطار ندجيلي، Kolwezi, Mbuji Mayi      |
| الكونغو للطيران          | مطار أوليفر ريجنالد تامبو, Kananga، مطار ندجيلي، Mbuji-Mayi |
| الخطوط الجوية الإثيوبية  | مطار أديس أبابا بولي الدولي                                 |
| الخطوط الجوية الكينية    | مطار جومو كينياتا الدولي                                    |
| Mahogany Air             | مطار كينيث كاوندا الدولي, Ndola                             |
| الخطوط الجوية الرواندية  | مطار كيغالي الدولي                                          |

### شحن
| شركـات طيـران | الوجهات        |
| ------------- | -------------- |
| كارغولوكس     | مطار لوكسمبورغ |

## الحوادث والكوارث
- في ديسمبر 2001، شُطبت طائرة إير كاتانغا دوغلاس C-53-DO ZS-OJD في حادث هبوط في مطار لوبومباشي الدولي بعد رحلة توصيل انطلقت من جنوب إفريقيا.[13][14]
- في 15 سبتمبر 1961 ، أسقطت طائرة كاتانغا
- من طراز Fouga CM.170 Magister قنبلتين بوزن 100 رطل على المطار ، واحدة منها أصابت مباشرة طائرة دوغلاس دي سي-4-1009 تابعة لشركة طيران كاتانغا مع تسجيل OO-ADN. لم تقع إصابات لكن الطائرة شُطبت.[15]

## روابط خارجية
- تاريخ الحوادث لـ (FBM) على شبكة سلامة الطيران.
- Airport information for FZQA at Great Circle Mapper.
- حالة الطقس في مطار لوبومباشي الدولي.